# Conseil d'État du canton de Schaffhouse
Pour les autres articles nationaux ou selon les autres juridictions, voir Conseil d'État.
Le Conseil d'État du canton de Schaffhouse (en allemand : Regierungsrat des Kantons Schaffhausen) est le gouvernement du canton de Schaffhouse, en Suisse.

## Description
Le Conseil d'État est une autorité collégiale, composée de cinq membres.
Le président du gouvernement (Regierungspräsident), en son absence le vice-président (Vizepräsident), dirige les activités et les débats du collège, qui se réunit tous les mardis.
Chaque conseiller d'État est à la tête d'un département (en allemand : Departement). Les départements portent les noms suivants :
- Département de l'intérieur (Departement des Innern)
- Département de l'éducation (Erziehungsdepartement)
- Département des constructions (Baudepartement)
- Département de l'économie (Volkswirtschaftsdepartement)
- Département des finances (Finanzdepartement).

## Élection et durée du mandat
Les membres du Conseil d'État sont élus au scrutin majoritaire à deux tours pour une période de quatre ans.
Le président est élu pour un an par le Conseil cantonal, selon le principe d'ancienneté ; le vice-président est nommé pour la même période par le Conseil d'État.

## Membres pour la législature 2021-2024
- Martin Kessler (PLR), département des constructions. Président en 2020
- Cornelia Stamm Hurter (UDC), département des finances
- Patrick Strasser (PS), département de l'éducation
- Dino Tamagni (UDC), département de l'économie
- Walter Vogelsanger (PS), département de l'intérieur. Président en 2021

## Anciennes compositions

### Membres pour la législature 2017-2020
- Christian Amsler (PLR), département de l'éducation. Président en 2018
- Martin Kessler (PLR), département des constructions
- Ernst Landolt (UDC), département de l'économie. Président en 2019
- Walter Vogelsanger (PS), département de l'intérieur
- Rosmarie Widmer Gysel (UDC), département des finances. Présidente en 2017. Remplacée le 1er avril 2018 par Cornelia Stamm Hurter (UDC)

### Membres pour la législature 2013-2016
- Christian Amsler (PLR), département de l'éducation. Président en 2014
- Reto Dubach (PLR), département des constructions. Président en 2016
- Ursula Hafner-Wipf (PS), département de l'intérieur
- Ernst Landolt (UDC), département de l'économie. Président en 2015
- Rosmarie Widmer Gysel (UDC), département des finances. Présidente en 2013

## Histoire
La Constitution cantonale de 1852 confie pour la première fois le pouvoir exécutif à un gouvernement de sept membres nommés par le Grand Conseil, alors qu'il était exercé jusque-là par diverses commissions du Petit Conseil.
La Constitution de 1876 introduit l'élection du gouvernement par le peuple et en réduit le nombre de membres à cinq.
Le Parti socialiste accède pour la première fois au gouvernement en 1935. Il détient même deux sièges de 1947 à 1960 et de 1968 à 1999. En 2000, il perd son deuxième siège au profil du Parti libéral-radical et ne parvient à le récupérer qu'en 2021,.
Le gouvernement est entièrement composé d'hommes jusqu'en 2005, qui voit deux femmes accéder au Conseil d'État : la socialiste Ursula Hafner-Wipf et l'UDC Rosmarie Widmer Gysel.

### Bases légales
- Constitution du canton de Schaffhouse (Cst./SH) du 17 juin 2002 (état le 22 mars 2019), RS 131.223.
- Gesetz über die Organisation der Regierungs- und Verwaltungstätigkeit (OG/SH) du 18 février 1985, SH 172.100